# Northern Star
Albums de Melanie Chisholm
Reason
(2003)
Northern Star est le premier album de la chanteuse britannique Melanie Chisholm, sorti en 1999.
Lors de sa sortie, Northern Star reçoit un accueil généralement favorable de la part des critiques. Succès commercial international, l'album atteint la première place des charts en Suède et le Top 10 dans des pays tels que le Danemark, la Finlande, l'Allemagne, l'Irlande, les Pays-Bas, la Norvège et le Royaume-Uni. Il est certifié triple disque de platine en 2001, et se vend à plus de 2,5 millions d'exemplaires dans le monde, ce qui en fait l'album le plus vendu d'une Spice Girl en solo.
Northern Star engendre cinq singles. Après Goin' Down et Northern Star, ses troisième et quatrième singles Never Be the Same Again, avec Lisa Lopes, membre du groupe TLC, et I Turn to You deviennent des succès internationaux, valant à Melanie C son premier numéro un au Royaume-Uni, tandis que le remix de I Turn to You lui vaut un Grammy Award. If That Were Me sort en tant que cinquième et dernier single de l'album dont les recettes sont reversées à une association caritative.

## Titres
1. Go!  (Chisholm, Orbit) – 3:39
2. Northern Star  (Chisholm, Nowels) – 4:41
3. Goin' Down  (Chisholm, Stannard, Gallagher) – 3:35
4. I Turn To You  (Chisholm, Nowels, Steinberg) – 5:49
5. If That Were Me  (Chisholm, Nowels) – 4:31
6. Never Be The Same Again (avec Lisa "Left Eye" Lopes) (Chisholm, Lopes, Lawrence, F Cruz, Martin) – 4:52
7. Why  (Chisholm, Munday, Thornalley) – 5:27
8. Suddenly Monday  (Chisholm, Rowe, Stannard, Gallagher) – 2:36
9. Ga Ga  (Chisholm, Munday, Thornalley) – 3:50
10. Be The One  (Chisholm, Munday, Thornalley) – 3:35
11. Closer  (Chisholm, Nowels, Steinberg) – 5:45
12. Feel The Sun (Chisholm, Nowels) – 5:02
13. Never Be The Same Again - (Single Mix) – 4:15
14. I Turn To You - (Hex Hector Radio Mix) – 4:12

## Information
Les pistes 13 et 14 sont disponibles uniquement dans la réédition de l'album.